# Großsteingrab Rosenhagen
Das Großsteingrab Rosenhagen war eine megalithische Grabanlage der jungsteinzeitlichen Trichterbecherkultur (TBK) bei Rosenhagen, einem Ortsteil von Dassow im Landkreis Nordwestmecklenburg (Mecklenburg-Vorpommern). Über das Grab selbst liegen keine näheren Informationen vor. Von hier sollen eine Nackenkammaxt aus grünem Stein, die sich in der Sammlung des Archäologischen Landesmuseums Mecklenburg-Vorpommern in Schwerin befindet, sowie einige verlorene Keramikscherben stammen.